# Kernweiss Konrád
Kernweiss Konrád (Csák, 1913. június 9. – Temesvár, 1981. október 23.) katolikus pap, temesvári ordinárius.

## Pályafutása
Teológiai tanulmányait Temesváron végezte. 1936. március 22-én szentelték pappá. Németországban tanulmányutat tett, majd Nagyőszön és Temesvár-IV. plébánián, 1937-től pedig Zsombolyán szolgált káplánként. 1938–1948 között a temesvári Miasszonyunk Nővérek lelkivezetője, Temesvár-IV. plébánia káplánja és leánygimnáziumi hittanár volt. 1944 októberétől 1946 áprilisáig Perjámos és Újszentpéter helyettes plébánosa, 1948-tól a temesvári Miasszonyunk-templom lelkésze.
1950-ben Pacha Ágoston püspök – mivel római utasítás szerint minden püspöknek titkos megbízást kellett adnia két papnak arra az esetre, ha hivatala ellátásában akadályoztatva lenne, hogy az egyházmegye vezetése biztosítva legyen amíg a Szentszék máshogy nem rendelkezik – megbízta ordinarius substitutusnak. Ennek értelmében Pacha halála után, 1954. november 5-től haláláig ordináriusként vezette a Temesvári egyházmegyét.
Csákon helyezték nyugalomra.